# Thomas Button

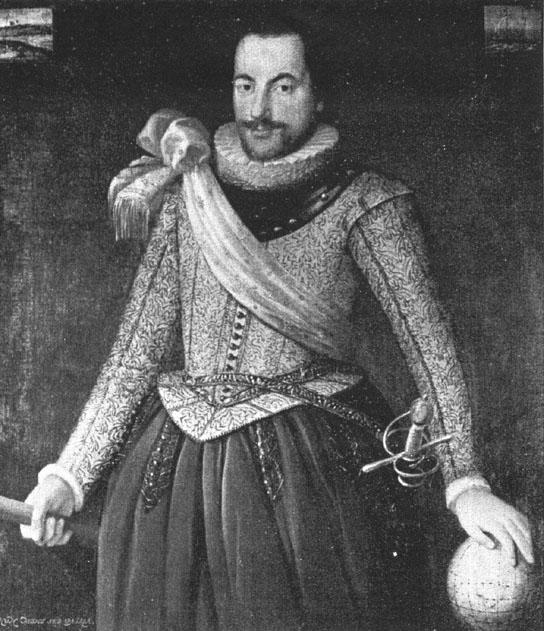
Thomas Button

Sir Thomas Button († April 1634) war ein englischer Seefahrer und Polarforscher, der die Westküste der Hudsonbay für England entdeckte. 

## Leben
Button entstammte einer Familie der Gentry, die bei Worleton im walisischen Glamorgan Grundbesitz besaß. Sein Geburtsjahr ist unbekannt, doch er war der vierte Sohn von Miles Button und von dessen Frau Margaret. Um 1589 begann seine Karriere als Seefahrer. 
Button brach im Mai 1612 mit zwei Schiffen (der Resolution und der Discovery) von England aus in die Hudsonbay auf, um den Polarforscher Henry Hudson, der 1611 von meuternden Crewmitgliedern in der Arktis ausgesetzt worden war und seither verschollen war, und die Nordwestpassage zu suchen. Er erreichte die Mündung eines Flusses, den er nach einem verstorbenen Besatzungsmitglied Nelson River nannte. Nachdem die Crew in Fort Nelson überwintert hatte, brach Button im Folgejahr in den Norden auf, um die Nordwestpassage zu suchen. Bei dieser Polarfahrt verlor Button die Resolution im Eis, entdeckte Mansel Island und erreichte schließlich 65° nördliche Breite. 1613 kehrte Button nach England zurück, ohne Hudson oder die Nordwestpassage gefunden zu haben. Dennoch wurde er von König Jakob I. zum Ritter geschlagen. 
Bis zu seinem Tod wohnte er in Cardiff und diente er als Admiral of the King's ships on the coast of Ireland in der englischen Marine.
Am 19. Oktober 1972 ehrte die kanadische Regierung, vertreten durch den für das Historic Sites and Monuments Board of Canada zuständigen Minister, Button für sein Wirken in der Arktis und erklärte ihn zu einer „Person von nationaler historischer Bedeutung“.

## Familie und Nachkommen
Er heiratete Mary, eine Tochter von Sir Walter Rice von Newton House. Mit seiner Frau hatte er drei Söhne und eine Tochter, darunter:
- Miles ⚭ Barbara, Erbin von Rhys Merrick von Cottrell
- Elizabeth ⚭ John Poyer